# Issa Diop
Issa Laye Lucas Jean Diop, född 9 januari 1997, är en fransk fotbollsspelare som spelar för Fulham.

## Karriär
Den 19 juni 2018 värvades Diop av West Ham United, där han skrev på ett femårskontrakt. Diop debuterade i Premier League den 25 augusti 2018 i en 3–1-förlust mot Arsenal, där han gjorde ett självmål.
Den 10 augusti 2022 värvades Diop av Fulham, där han skrev på ett femårskontrakt.